# LXXXV. Armeekorps
LXXXV. Armeekorps var en tysk armékår under andra världskriget. Kåren organiserades den 10 juli 1944.

## Ardenneroffensiven

### Organisation
Armékårens organisation den 31 december 1944:
- 79. Volksgrenadier-Division
- 352. Volksgrenadier-Division

## Befälhavare
Kårens befälhavare:
- General der Infanterie Baptist Kniess  10 juli 1944-15 november 1944
- Generalleutnant  Friedrich-August Schack  15 november 1944–16 december 1944
- General der Infanterie Baptist Kniess  16 december 1944–28 mars 1945
- General der Panzertruppen Smilo von Lüttwitz  29 mars 1945–5 maj 1945

Stabschef:
- Oberst Hans Behle  1 februari 1944–15 november 1944
- Oberst Hermann Lassen  15 november 1944–1 maj 1945